# Luisa Lehzenová
Luisa Lehzenová (Johana Klára Luisa; 3. října 1784, Brunšvicko-lüneburské kurfiřtství – 9. září 1870, Pruské království) byla guvernantkou a později společnicí královny Viktorie.
Narodila se jako dcera luteránského pastora v Hannoveru, v roce 1819 vstoupila do domácnosti vévody z Kentu, čtvrtého syna britského krále Jiřího III. O pět let později byla Lehzenová jmenována guvernantkou jeho jediného dítěte, princezny Alexandriny Viktorie. Mladá princezna se v roce 1827 stala druhou v linii následnictví britského trůnu.
Viktoriině výchově dominoval ovládající Kensingtonský systém, který nařídila ovdovělá vévodkyně z Kentu a její kontrolor sir John Conroy. Lehzenová Viktorii ochraňovala a povzbuzovala princeznu, aby byla silná, informovaná a nezávislá na vlivu vévodkyně a Conroye, což působilo v domácnosti tření. Pokusy o odstranění vychovatelky byly neúspěšné, protože Lehzenová měla podporu Viktoriiných královských strýců. "Drahá, dobrý Lehzen" ve Viktoriiných očích brzy nahradila všechny ostatní - včetně její vlastní matky.
Když se Viktorie v roce 1837 stala královnou, sloužila Lehzenová jako jakási neoficiální soukromá sekretářka a obývala komnaty sousedící s Viktoriinými. Královnin sňatek s princem Albertem v roce 1840 vedl k významným změnám v královské domácnosti. Albert a Lehzenová se vzájemně nenáviděli a po nemoci Princess Royal v roce 1841 byla Lehzenová propuštěna. Její blízký vztah s královnou skončil, i když si obě nadále dopisovaly. Lehzenová strávila poslední roky v Hannoveru na velkorysém důchodu a zemřela v roce 1870. Lehzenová měla zásadní vliv na Viktoriin charakter, zejména jí dodávala sílu a vůli přežít problémové dětství a život mladé královny.

## Rodina a mládí
Johana Klára Luisa Lehzenová se narodila 3. října 1784 v Hannoverském království jako nejmladší z deseti dětí luteránského pastora Jáchyma Fridricha Lahzena a jeho manželky Meluusiny Palmové. Lehzenová byla okolnostmi donucena pracovat od mládí a byla zaměstnána u německé šlechtické rodiny von Marenholtz. Působila jako guvernantka tří jejich dcer a získala pozitivní referencce.
Na základě těchto referencí se v prosinci 1819 Lehzenová stala součástí domácnosti princezny Viktorie, vévodkyně z Kentu. Zde se stala guvernantkou dvanáctileté princezny Feodory Leiningenské, dcery z princeznina prvního manželství. Jejím druhým manželem byl princ Eduard August, vévoda z Kentu a Strathearnu, čtvrtý v nástupnictví britského trůnu. Lehzenová se později s celou domácností přestěhovala do Anglie, aby se tam mohlo narodit dítě vévodkyně z Kentu, čímž se posílil nárok dítěte na trůn. Narodilo se děvče, pokřtěné jako Alexandrina Viktorie, po své matce a kmotrovi, ruském carovi Alexandrovi; tato dívka se v roce 1837 stala britskou panovnicí jako královna Viktorie.

## Vychovatelka princezny Viktorie

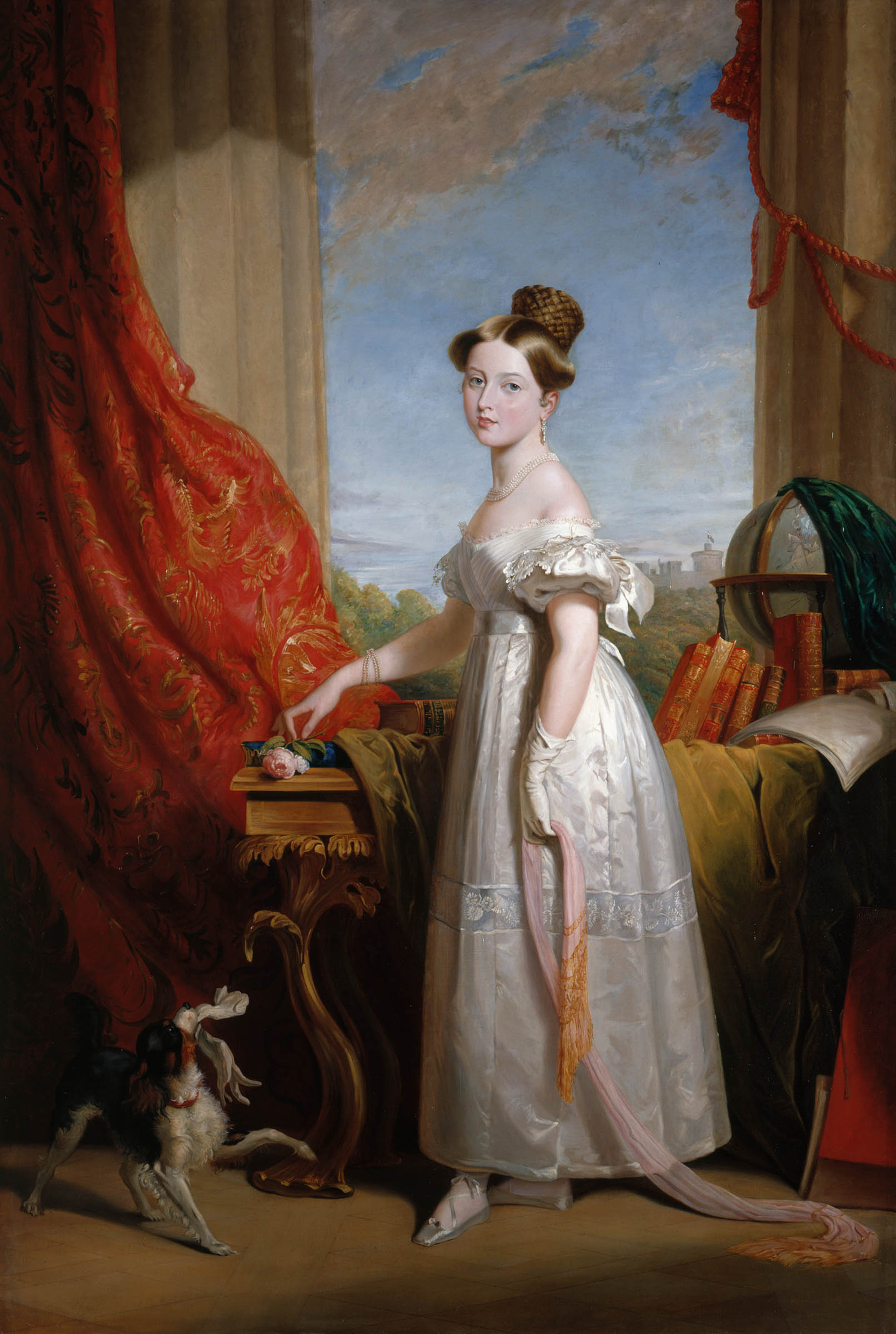
Princezna Viktorie se svým španělem Dashem na malbě George Haytere, 1833

Vévoda z Kentu v roce 1820 náhle zemřel, brzy následován svým otcem, britským králem Jiřím III. Na trůn nastoupil Viktoriin strýc, dosavadní princ regent, Jiří IV. Viktorie se tak stala třetí v pořadí nástupnictví na trůn po svých strýcích vévodovi z Yorku a vévodovi z Clarence, oba byli ve středním věku a žádný z nich neměl legitimní dědice. Jako pravděpodobný eventuální dědic se Viktorie musela vzdělávat odpovídajícím způsobem. Feodoře bylo 14 let a již nevyžadovala péči guvernantky. Po propuštění chůvy, paní Brockové převzala Lehzen - jak byla v domácnosti vždy známá - v roce 1824 péči o pětiletou Viktorii. Vévodkyně a její kontrolor John Conroy ji jmenovali nejen proto, že Lehzen byla Němka (spíše než Angličanka), ale také proto, že věřili, že pravděpodobně nebude fungovat nezávisle na jejich přáních.
Historik Christopher Hibbert popisuje Lehzen jako "navzdory špičatému nosu a bradě hezkou ženu, chytrou, emotivní, bez humoru". Ačkoli se zpočátku obávala přísného Lehzenina způsobu chování, "drahá, dobrá Lehzen" brzy zaujala místo ve Viktoriině srdci, které nahradilo všechny ostatní, včetně její vlastní matky, vévodkyně z Kentu. Lehzen nabádala princeznu, aby nedůvěřovala matce a jejím přátelům a zachovala si nezávislost. Guvernantku nezajímaly peníze a chyběly jí ambice, místo toho se rozhodla věnovat svůj čas a energii princezně. Viktorie se rozhodla soukromě nazývat Lehzen "matkou" a "nejdražší Daisy" a napsala, že Lehzen byla "nejlaskavější, nejoddanější, nejpřitažlivější a nejzajímavější přítelkyní, kterou mám". V rámci kontrolujícího Kensingtonského systému navrženého Conroyem měla být Viktorie po roce 1824 po celý den doprovázena Lehzen; následně Lehzen nesměla Viktorii opustit, dokud ji vévodkyně v noci nepropustila, a bylo nutné, aby držela princeznu za ruku, když Viktorie sestupovala po schodišti.

### Baronka Lehzen
V roce 1827 zemřel vévoda z Yorku, čímž se stal vévoda z Clarence předpokládaným dědicem a Viktorie druhou v linii nástupnictví. Král Jiří IV. vyjádřil pochybnosti, zda je Lehzen správnou osobou na výchovu Viktorie. V reakci na to její matka a Conroy přesvědčili krále, aby jim udělil tituly, aby princezna nebyla obklopena prostými občany; Lehzen se tak stala baronkou hannoverského království. Jiří IV. v roce 1830 zemřel a jeho nástupcem se stal vévoda z Clarence jako král Vilém IV. Vilém formálně uznal Viktorii svou dědičkou. Podle Lehzen se v té době odehrála nechvalně známá scéna, ve které Lehzen vložila kopii genealogie hannoverské dynastie do jedné z princezniných knih. Po nějaké době si Viktorie rodokmen prohlédla a zjistila, že její otec byl po králi další v řadě následnictví a že královna Adelheid nemá žádné žijící děti. To bylo poprvé, co si Viktorie uvědomila osud, který od jejího narození převzali mnozí; že bude příštím britským panovníkem. Po chvíli Viktorie údajně řekla: "Budu dobrá." Tento příběh vstoupil do folklóru pro budoucí anglické generace.
Král Vilém v roce 1831 jmenoval Viktoriinou oficiální guvernantkou svou přítelkyni vévodkyni z Northumberlandu, její úloha však byla většinou ceremoniální a princezna byla nadále závislá na Lehzen. Vévodkyně byla v roce 1837 propuštěna Viktoriinou matkou za pokus stát se vlivnější ve vzdělání jejího královského svěřence. Během této doby Lehzen nezastávala u dvora žádné oficiální postavení; navzdory jejímu nedávno získanému titulu byl její status obyčejného občana nadále překážkou.

### Viktoriino vzdělávání
Přání vévodkyně a Conroye, aby Viktorie zůstala závislá na jejich vůli, Lehzen, která chtěla, aby se z její svěřenkyně stala silná informovaná žena, obcházela. Jak Viktorie stárla, pokoušeli se Conroy a vévodkyně o Lehzenino odstranění nebo alespoň o zmírnění jejího vlivu. Taková taktika se ukázala jako neúspěšná, protože princezna byla Lehzen oddanější více než dříve, jak je patrné z jejích deníků. Lehzenina jediná opravdová přítelkyně v domácnosti, baronka Spathová, byla v roce 1828 na příkaz Conroye náhle propuštěna; kolovaly zvěsti, že baronka byla svědkem "důvěrností" mezi ním a vévodkyní. Členové dvora Jiřího IV. spekulovali, že Lehzen bude další, kdo odejde, ale ona o této záležitosti mlčela a zachovala si svůj postoj. V roce 1835 vévodkyně z Kentu napsala své dceři přísný dopis požadující, aby si Viktorie vytvořila s Lehzen formálnější a méně důvěrný vztah. Ve stejném roce (ve kterém Viktorie dosáhla šestnácti let) se plány na propuštění Lehzen rozpadly poté, co Viktorii ošetřovala během její pětitýdenní nemoci. Lehzen pomáhala oslabené Viktorii v jejím odmítnutí podepsat dokument připravený pro ni Conroyem a vévodkyní, který by jim zaručil pozici, když se stane královnou. Během svého působení měla Lehzen podporu Jiřího IV., Viléma IV. a dalšího Viktoriina strýce, Leopolda I. Belgického, kteří všichni věřili, že je životně důležitá pro zdraví princezny, její štěstí a trvalý odpor vůči Conroyovu vlivu.
Vzdělání, které Viktorie od Lehzen získala, bylo základní, ale celistvé. Na rozdíl od převládajících dobových postojů Lehzen, učitel Dr. George Davys a další úspěšně povzbudili Viktorii, aby získané vědomosti užívala. Davys byl pověřen vedením "solidního dílu jejích studií", zatímco Lehzen se soustředila na "okrasnější díl", jako je tanec. Získáním "osvíceného vzdělání" se princezna naučila mluvit francouzsky, německy, latinsky a anglicky, měla ráda historii a učila se ekonomii, geografii, matematiku, politiku, umění a hudbu. Lehzen byla přísná, ale když byla princezna poslušná, odměnila ji. Dalším Lehzeniným odklonem od tehdejší doby bylo používání malých až žádných tělesných trestů.

## Viktorie u moci
Když Viktorie v roce 1837 nastoupila na trůn, měla Lehzen prominentní postavení při korunovaci a zůstala u dvora. Na její žádost nedostala žádnou oficiální funkci, ale souhlasila s novým titulem "lady attendant". V Buckinghamském paláci působila jako jakási neoficiální soukromá sekretářka, jako hlavní kontaktní osoba pro královské rezidence a na znamení svého postavení nesla klíče od domácnosti; její podpis byl vyžadován pro všechny platby směnek řemeslníkům. V tomto okamžiku Lehzen zcela nahradila Viktoriinu matku, a to jak z hlediska vlivu, tak náklonnosti; Lehzeniny apartmány sousedily s královninými, zatímco vévodkyně z Kentu měla apartmá od královny vzdálená. Po dobu prvních několika let Viktoriiny vlády, zejména před jejím sňatkem s princem Albertem v roce 1840, měla Lehzen velmi silný vliv na královnin pohled na politiku i na osobní záležitosti. Dokonce i po královnině sňatku si Lehzen ponechala soukromé dveře do královské ložnice, což bylo zdrojem nelibosti Viktoriina manžela.

### Nahrazení princem Albertem

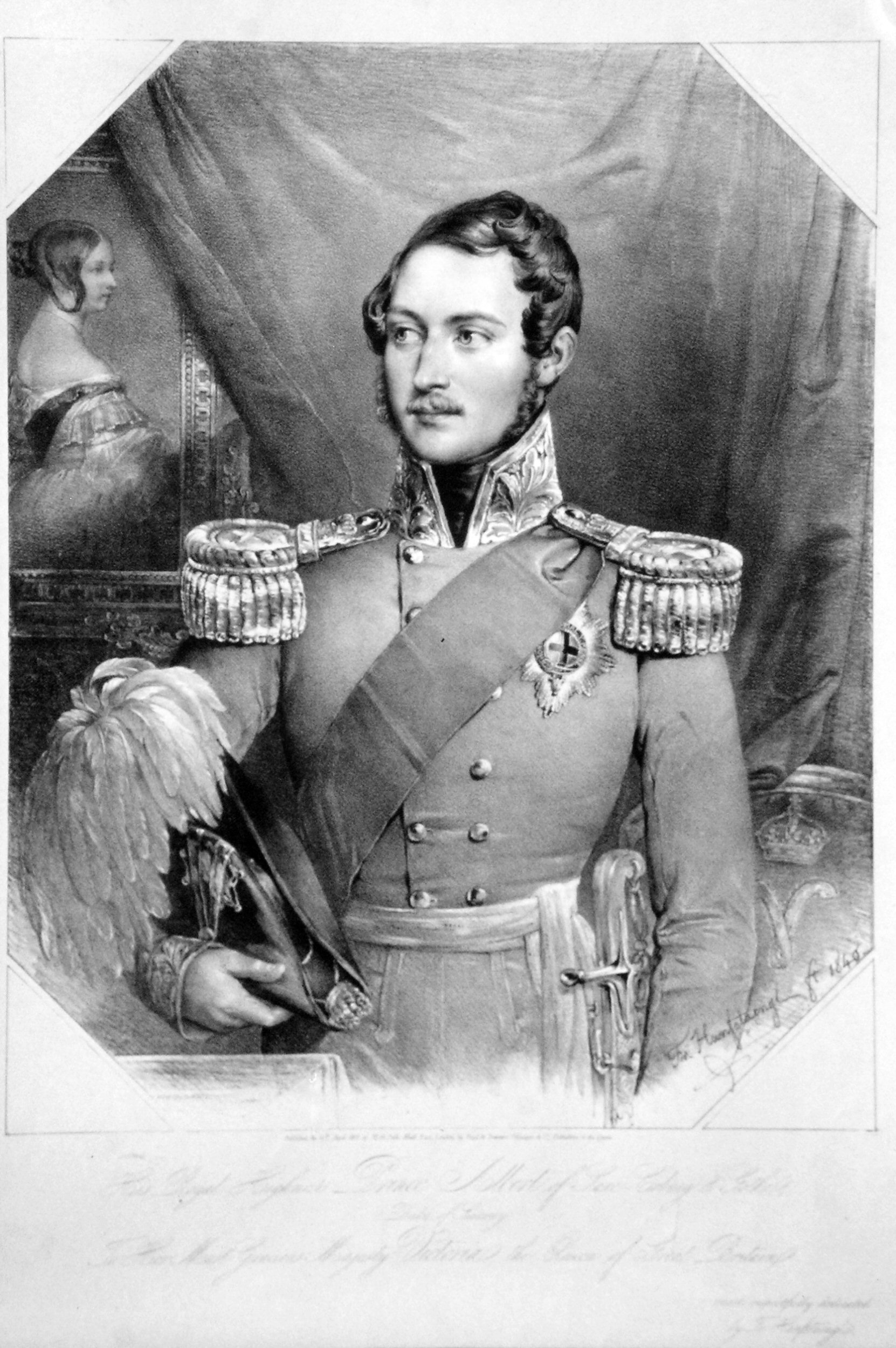
Viktoriin sňatek s princem Albertem vedl k neshodám s Lehzen a nakonec k jejímu propuštění.

Příchod prince Alberta vedl k výrazným změnám ve Viktoriině domácnosti. Lehzen se postavila proti Coburgovým ambicím, aby se Viktorie vdala za Alberta a věřila, že princezna je "druhou královnou Alžbětou, pannou a nezávislou na mužském vlivu". Albert byl vzdělaný a právě dokončil cestu po Evropě, které předcházely roky na univerzitě v Bonnu. Viktoriin dvůr zděsilo jeho puritánské německé cítění. Mezi Lehzen a Albertem brzy vznikla nelibost; Lehzen pravidelně mařila Albertovu vůli v chodu domácnosti; mezitím ji Albert shledal osobně odpudivou a nehodnou přátelit se s královnou a otevřeně o ní hovořil jako o "čarodějnici" a "bláznivé hloupé intrikánce".
Když se Viktorii narodilo první dítě, Princess Royal, důvěřovala Viktorie Lehzen, že zařídí dětský pokoj. Lehzen princeznu umístila do péče různých zaměstnanců, včetně sira Jamese Clarka, a to navzdory Albertovým námitkám, že lékař byl pro tento post zcela nevhodný, protože už před rokem se zdiskreditoval během aféry s lady Florou Hastingsovou. Ve čtrnácti měsících Princess Royal onemocněla, ztratila chuť k jídlu a vypadala bledá a horečnatá. Dr. Clark to prohlásil za mírné onemocnění, a nesprávně princezně předepsal kalomel, lék s rtutí a laudanem. Ve skutečnosti je pravděpodobnější, že předčasně vyspělá princezna jednoduše vyjadřovala své zděšení nad změnami v dětském pokoji, ke kterým došlo po příchodu mladšího bratra. Oddaný otec Albert konfrontoval Viktorii s nekompetentností zaměstnanců vybraných Lehzen. Došlo k hádce, po níž Albert prohlásil, že záležitost nechá v jejích královských rukou, a dal jí na vědomí, že by byla její vina, kdyby dítě zemřelo.
Brzy po této hádce Viktorie manželovi, jehož nechtěla vidět nešťastného, ustoupila. Podnikla poslední pokus bránit Lehzen a popsala ji jako obětavě věrnou ženu, která si zaslouží zůstat v blízkosti své bývalé svěřenkyně. Ale tváří v tvář Albertovu odhodlání Viktorie Lehzen propustila, zdánlivě kvůli jejímu zdraví. Pro Alberta byla Lehzen služebnou, která se pokusila povznést se nad své místo v životě, a chtěl, aby se Viktorie spoléhala jen na něj. Lehzen přijala výmysl o svém špatném zdraví a souhlasila s odjezdem. Ve dnech před svým odchodem naučila některé ze svých povinností Marianne Skerrettovou, jednu z Viktoriiných garderobiérek, a vrátila své klíče královně. Lehzen odešla 30. září 1842, místo, aby mluvila přímo s Viktorií, zanechala jí krátký dopis, věřila, že to bude méně bolestivé. Královna si zpočátku nemohla na Lehzeninu nepřítomnost zvyknout, téměř celý svůj život strávila až do té chvíle v přítomnosti bývalé guvernérky. "Bylo to pro mě velmi bolestivé...probudit se ráno a vzpomenout si, že je opravdu pryč," řekla Viktorie.
Zpráva o Lehzenině odchodu se rozšířila po dvoru i jinde. Zprávy o příčině se lišily; dvorní diarista Charles Greville poznamenal, že odchází "kvůli svému zdraví (jak sama říká), aby zůstala pět nebo šest měsíců, ale předpokládá se, že se nikdy nevrátí." Deník The Times však uvedl, že byla jen na návštěvě u přátel v Německu. Po jejím odchodu rodinný poradce baron Stockmar poznamenal, že

Nebylo bez velkých obtíží, že se princi podařilo [Lehzen] zbavit. Byla natolik pošetilá, aby zpochybnila jeho vliv, a nepřizpůsobila se změně ve svém postavení...Kdyby to udělala a smířila se s princem, mohla by zůstat v paláci až do konce svého života.

## Smrt a odkaz
Když byla Lehzen vyloučena od dvora, vrátila se do rodného Německa, kde žila v Bückeburgu. Bydlela se svou sestrou na velkorysém důchodu poskytovaném Viktorií, který činil roční částku 800 liber. Stěny svého domu pokryla královninými portréty. Ačkoli její sestra zemřela o několik měsíců později, baronka nadále finančně podporovala své četné neteře a synovce. Lehzen se i nadále dívala na Viktorii s láskou a královna pravidelně psala své bývalé vychovatelce, nejprve týdně a později na žádost Lehzen měsíčně. Při návštěvě příbuzných v Německu ji královna dvakrát přišla soukromě navštívit. Baronka Lehzen zemřela 9. září 1870 v Bückeburgu a byla pohřbena na jetenburském hřbitově. Královna Viktorie nařídila na její počest vztyčit památník. Po Lehzenině smrti královna Viktoire hovořila o své vděčnosti za jejich vztah, ale poznamenala: "poté, co jsem nastoupila na trůn, se musela spíše namáhat, a to zejména po mém sňatku...Nebylo to ze žádného zlého úmyslu, pouze od mylné představy o povinnosti a náklonnosti ke mně".
Během svého působení u britského dvora přitahovala Lehzen pro svůj blízký vztah s královnou pozornost i mimo královskou domácnost. Zejména ti, kterým se nelíbil německý vliv u dvora, kritizovali Lehzenin vliv na královnu. Letáky, z nichž mnohé vydala konzervativní strana, si stěžovaly na "cizince ukrývaného v naší zemi" a na "zlé poradce" obklopující Viktorii. Jeden z nich, zvláště vydaný jako varovný dopis baronce Lehzenové, prohlásil, že "jistá cizí dáma vyvolala ďábelské spiknutí, jehož první obětí měla být lady Flora," odkaz na aféru Flory Hastingsové. Pozitivnější The Times ji jednou popsaly jako jednoduše "přísně důvěrnou osobu panovnice". Na znamení vnímaného politického vlivu, který měla, v roce 1838 falešné zvěsti naznačovaly, že Lehzen byla „obrácena“ na whigovou stranu a že jí whigský premiér William Lamb,vikomt Melbourne, nabídl „naléhavý návrh na sňatek“. Přes veškerou tuto kritiku historička Gillian Gill popisuje, jak byla Lehzen čestná a skromná; i poté, co Viktorie nastoupila na trůn, se zdá, že nepožadovala žádné peníze ani hodnost, místo toho raději prostě byla ve společnosti královny. Historik K. D. Reynolds dodává, že Lehzen měla zásadní vliv na Viktoriin charakter a morální vývoj, zejména když dala královně sílu vůle přežít její pohnuté dětství a mladé kralování. Ne všechny její vlivy byly však pozitivní; Reynolds také spekuluje, že Bedchamber crisis v roce 1839 pramenila částečně z Viktoriiny neochoty ztratit Lehzen.